# 福井工業大學
福井工業大學（ふくいこうぎょうだいがく，Fukui University of Technology，簡稱FUT）是一所位於日本福井縣福井市的私立大學，創立於1950年。

## 學部與學科
- 工學部
  - 電氣電子工學科
  - 機械工學科
  - 建設工學科(專攻建築學)
  - 建設工學科(專攻土木環境工學)
  - 環境暨生命未來工學科
  - 經營情報學科
  - 宇宙通信工學科
  - 原子力技術應用工學科

## 研究所
- 電氣工學專攻
- 機械工學專攻
- 建設工學專攻
- 應用理化學專攻
- 情報學專攻

## 外部連結
- 福井工業大學網站